# Omorgus rubricans
Omorgus rubricans là một loài bọ cánh cứng trong họ Trogidae.

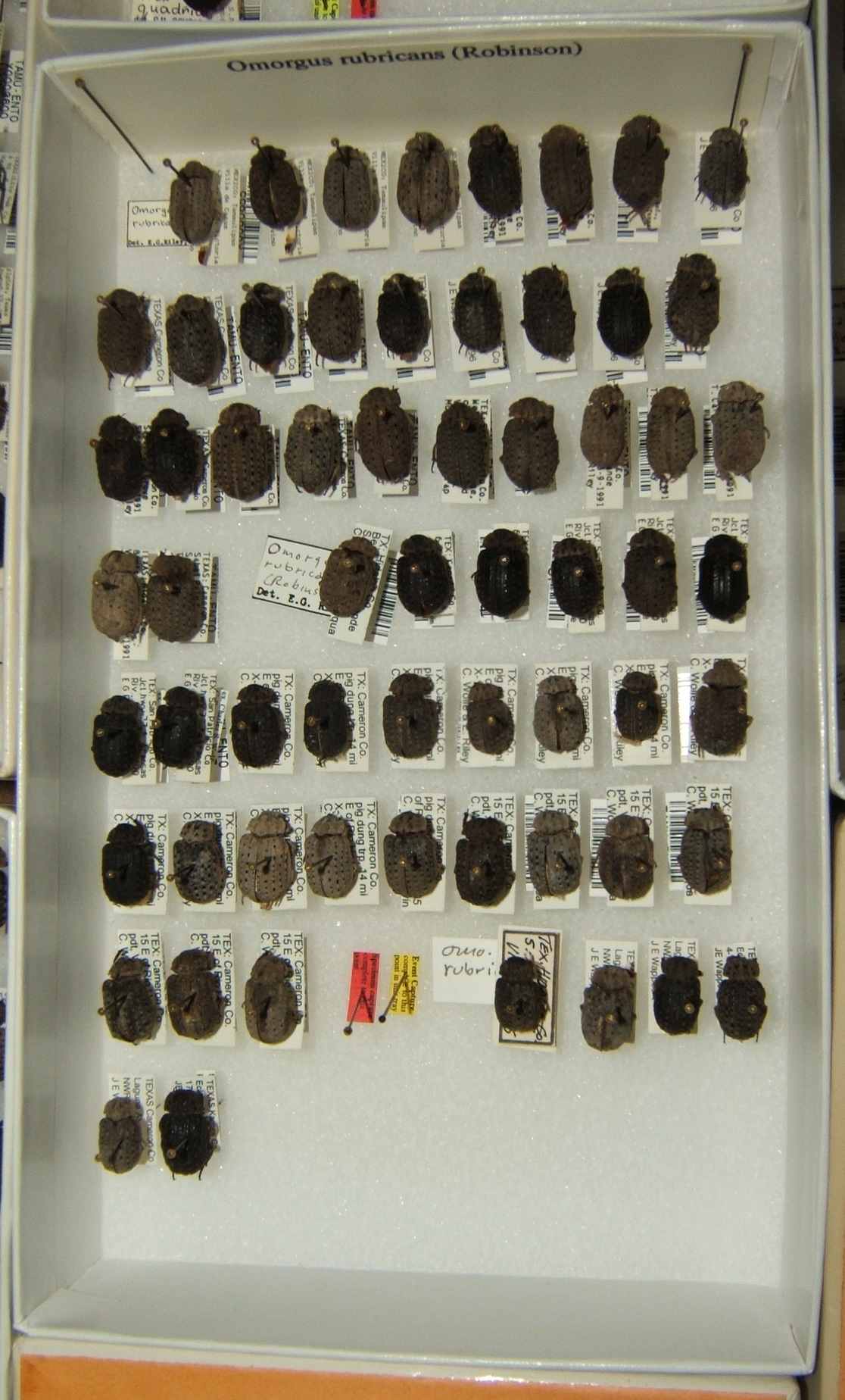
Omorgus rubricans variation